# 도산중학교
도산중학교(道山中學校)는 대한민국 경상남도 통영시 도산면 법송리에 있는 공립 중학교이다.

## 학교 연혁
- 1961년 4월 1일 : 도산 고등 공민학교 인가
- 1966년 12월 20일 : 통영중학교 도산분교 인가
- 1970년 3월 1일 : 도산중학교 인가
- 2023년 2월 10일 : 제53회 졸업식(졸업생 17명, 누적생 5,187명)
- 2023년 3월 1일 : 제26대 김덕일 교장 취임
- 2023년 3월 2일 : 2023학년도 입학(입학생 126명)

## 참고 자료
- 도산중학교 - 한국교육학술정보원 학교알리미